# Millennium Park

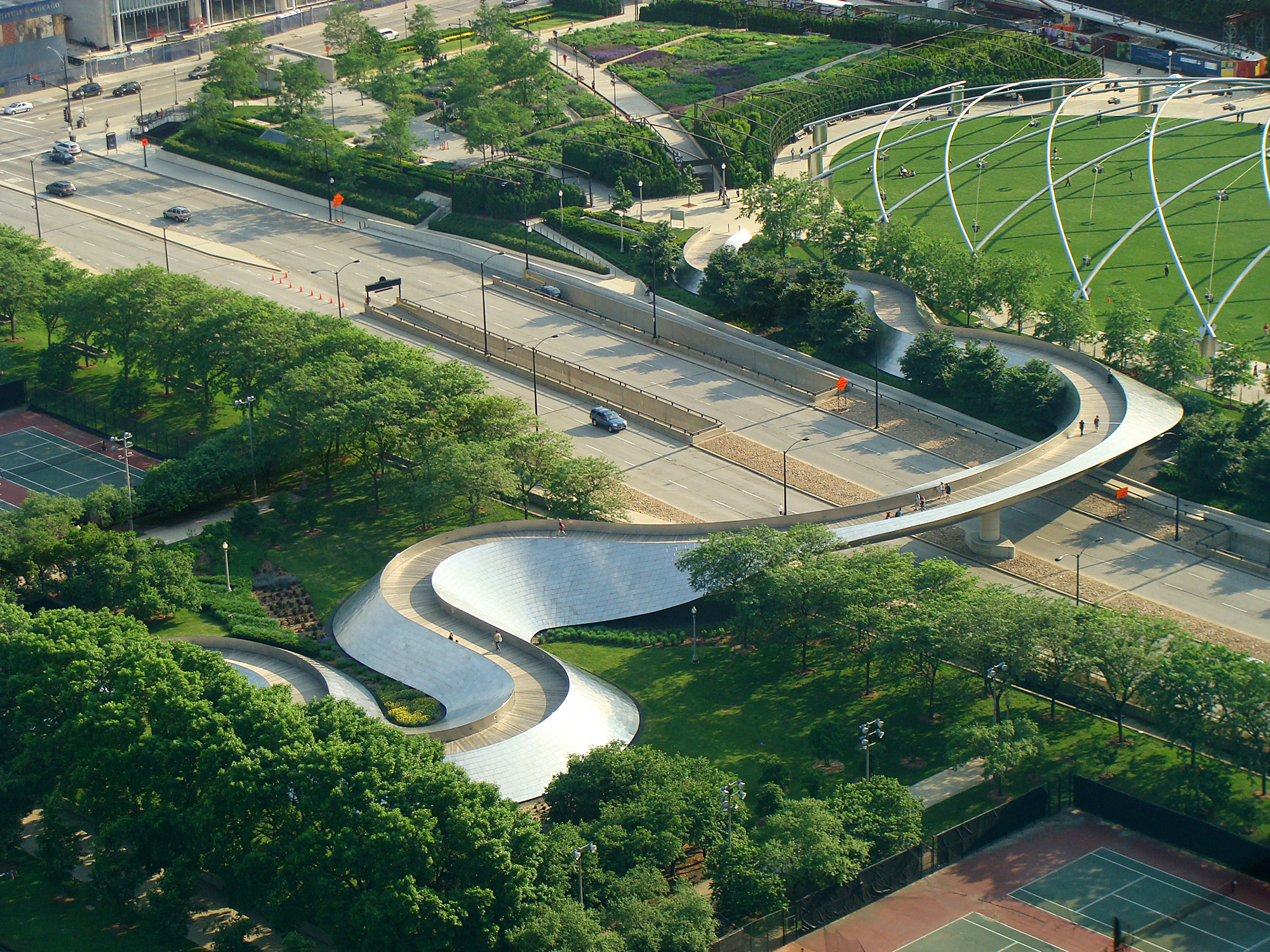
Gångbro av Frank Gehry i Millennium Park i Chicago.

Millennium Park är en offentlig stadspark som ligger i Loop-området i Chicago, Illinois, USA, och ursprungligen var avsedd för att fira det tredje årtusendet. Det är en framträdande offentlig plats nära strandlinjen av Lake Michigan som täcker en 99 000 m2 av nordvästra Grant Park. Området inhyste tidigare Illinois Centrals bangård och parkeringsplatser. Parken, vars gränser utgörs av Michigan Avenue, Randolph Street, Columbus Drive och East Monroe Drive, har en stor mängd offentlig konst. 2009 låg Millennium Park bara efter Navy Pier som Chicagos främsta turistattraktion och 2017 hade parken blivit den främsta turistattraktionen i Mellanvästra USA. Från och med 2015 blev parken värd för stadens julgransfestligheter.
Planering av parken började i oktober 1997. Bygget påbörjades i oktober 1998, och Millennium Park invigdes vid en ceremoni den 16 juli 2004, fyra år efter schemat. Under öppningsceremonins tre dagar deltog omkring 300 000 personer. Parken har fått utmärkelser för sin tillgänglighet och gröna design. Millennium Park har gratis inträde, och omfattar Jay Pritzker Pavilion, Cloud Gate, the Crown Fountain, the Lurie Garden och flera andra sevärdheter. Parken är ansluten med BP:s gångbro och Nichols Bridgeway till andra delar av Grant Park. Eftersom parken ligger ovanpå ett garage och pendeltågsstationen Millennium Station, anses Millennium Park vara världens största takterrass med trädgård.
Vissa observatörer anser Millennium Park vara stadens viktigaste projekt sedan World's Columbian Exposition från 1893. Arbetets budget överskred dock dess ursprungliga budget på 150 miljoner dollar. Den slutliga kostnaden på 475 miljoner dollar betalades av Chicagos skattebetalare och privata donatorer. Staden betalade 270 miljoner dollar, privata givare betalade resten, och antog ungefär hälften av det ekonomiska ansvaret för budgetöverdraget. Förseningarna i byggprocessen och de överskridna kostnaderna tillskrevs dålig planering, många ändringar i konstruktionen och svågerpolitik. Många kritiker har dock hyllat den färdiga parken.